# Nactus panaeati
Nactus panaeati — вид геконоподібних ящірок родини геконових (Gekkonidae). Ендемік Папуа Нової Гвінеї. Описаний у 2020 році.

## Поширення і екологія
Nactus panaeati є ендеміками острова Панеаті в групі островів Дебойна в архіпелазі Луїзіада.